# Šavna Peč
Šavna Peč este o localitate din comuna Hrastnik, Slovenia, cu o populație de 98 de locuitori.